# Americabaetis lugoi
Americabaetis lugoi is een haft uit de familie Baetidae. De wetenschappelijke naam van de soort is voor het eerst geldig gepubliceerd in 1999 door Waltz & McCafferty.
De soort komt voor in het Nearctisch gebied en het Neotropisch gebied.